# Mechitza
La mechitza (meḥitza, ebraico: מחיצה,  partizione o divisorio, plur.: מחיצות, mechitzot) nella Halakhah ebraica è un separatorio, in particolare uno che viene usato per separare gli uomini dalle donne.
Le motivazioni per la separazione tra uomini e donne è fornita dal Talmud babilonese (Sukkah 51b, 52a). Un divisorio in forma di balconata fu costruito nel Tempio di Gerusalemme in occasione della cerimonia di Simchat Beit Hasho'evah (Cerimonia dell'prelevamento dell'acqua) durante Sukkot, periodo di grande celebrazioni e feste. La separazione fu stabilita inizialmente per conservare modestia e concentrazione in questo tempo di celebrazioni liturgiche.
Durante la metà del XX secolo, ci furono numerose sinagoghe che si consideravano ortodosse ma non avevano una mechitza. Tuttavia l'Orthodox Union (OU), organizzazione principale delle sinagoghe dell'Ebraismo Ortodosso Moderno  negli Stati Uniti, adottò una politica di non accettare nuove affiliazioni di sinagoghe che non avessero mechitzot, esortando fortemente le sinagoghe esistenti ad adottarle. Uomini e donne non sono generalmente separati nella maggioranza delle sinagoghe dell'Ebraismo conservatore, sebbene sia un'opzione consentita all'interno dell'Ebraismo conservatore e di alcune sinagoghe conservatrici, in particolare in Canada, di averne una, o di avere posti a sedere separati per uomini e per donne senza una partizione materiale. L'Ebraismo riformato e quello ricostruzionista, in linea con la loro opinione che la legge religiosa tradizionale non è obbligatoria in tempi moderni e hanno quindi un'interpretazione più liberale dei ruoli tra i due sessi, non utilizzano mechitzot nelle loro sinagoghe.

## Origine
Nel Talmud, i saggi Amoraim Abba Arika spiega che il separatore si originò da una dichiarazione fatta dal profeta Zaccaria in merito al lutto dopo la guerra tra Gog e Magog:
I rabbini del Talmud pensarono che se una tale triste occasione richiedeva una separazione tra uomini e donne, allora lo richiedeva anche la celebrazione di Simchat Beit HaShoeivah nel Tempio di Gerusalemme, celebrazione considerata l'evento ebraico più felice.

## Usi

### Separazioni nella sinagoga
Per mechitza più comunemente si intende il divisore fisico interposto tra uomini e donne nelle sinagoghe ortodosse e in occasione di festività religiose. L'idea alla base di questo è duplice. In primo luogo, la commistione dei sessi non è generalmente vista di buon occhio, siccome ciò porta alla frivolezza, che a sua volta può portare alla promiscuità sessuale. In secondo luogo, anche se i sessi sono separati, non dovrebbero essere in grado di interagire a un livello elevato nel corso di una funzione religiosa, perché ciò porta a distrarsi, guardare e avere pensieri impuri. A causa di queste restrizioni, le mechitzot sono generalmente opache (almeno guardando dal lato degli uomini al lato delle donne). Alcune mechitzot dividono la parte anteriore e posteriore della sinagoga, ma altre hanno mechitzot che dividono il lato sinistro e dal destro della sinagoga. Quest'ultimo caso è considerato più accettabile dato che le donne non sono più distanti degli uomini dal servizio liturgico.
La sezione delle donne nella sinagoga è chiamata Ezrat Nashim (corte delle donne) in base al nome di una area simile del Tempio di Gerusalemme.
L'Ebraismo ortodosso è in disaccordo sulla questione se la mechitza della sinagoga rappresenti una legge vincolante o una tradizione. Durante la prima metà del XX secolo esistevano numerose sinagoghe che si consideravano ortodosse ma non avevano la spartizione. Il rinomato Posek (decisore) haredi Moshe Feinstein ebbe a sostenere che la mechitza è richiesta dalla Legge biblica, affermando che la dichiarazione di Zaccaria 12:12-14 non rappresenta una profezia su circostanze future bensì una legge sinaitica vincolante – Halacha LeMoshe MiSinai – che riguarda circostanze attuali. Dichiarò inoltre che agli ebrei ortodossi è proibito pregare in una sinagoga senza divisore.  Rabbi Joseph Soloveitchik asserì che una separazione tra uomini e donne è richiesta dalla Bibbia, mentre la mechitza materiale è richiesta per decreto rabbinico. Questi punti di vista hanno ottenuto consensi a partire dalla seconda metà del XX secolo.
L'Unione dell'Ebraismo Tradizionale ha pubblicato recentemente un'opinione dove si sostiene che la mechitza non dovrebbe avere un'altezza particolare, né per legge biblica né per decreto rabbinico. Uomini e donne in genere non sono separati nella maggioranza delle sinagoghe conservatrici, sebbene sia un'opzione di certe sinagoghe conservatrici, specialmente in Canada, di tenere banchi separati per uomini e per donne, ma senza separatorio intermedio. L'Ebraismo conservatore afferma è dell'opinione che la mechitza citata nel Talmud, Trattato Sukkah, si applichi solo al festival di Sukkah nel Tempio e che l'uso di separare uomini e donne durante la liturgia in sinagoga e in altre occasioni, sia un'tradizione (minhag) piuttosto che un requisito della Legge ebraica, e sia soggetta ad un riesame rabbinico contemporaneo. Anche alcune sinagoghe Masorti (per es. in Europa e Israele) hanno la mechitza o banchi separati senza partizione.
L'Ebraismo riformato e l'Ebraismo ricostruzionista, seguendo la loro visione liberalizzante che la legge religiosa tradizionale non sia imponibile in tempi moderni e una più aperta interpretazione del ruolo dei due sessi, non usano mechitzot nelle rispettive sinagoghe.

### Eruvin
Nel discorso halakhico, "mechitza" può anche riferirsi alle mura di cinta di un eruv da trasporto (per svolgere trasporto all'interno di una determinata area nel giorno di shabbat, l'area deve essere completamente recintata). Ci sono molte regole specifiche per ciò che costituisce una mechitza valida, anche se tale mechitza non deve essere solida. (Per esempio, ci sono molti casi in cui parte di un eruv può essere una stringa tesa tra vari pali, e ciò potrebbe costituire una mechitza valida).

### Sukkah
Le pareti di una sukkah sono anche chiamate "mechitza" nel Talmud, Trattato Sukkah, che afferma che la mechitza di una Sukkah deve essere alta almeno dieci tefachim (circa 80 cm) per essere valida secondo la Legge ebraica.

## Requisiti

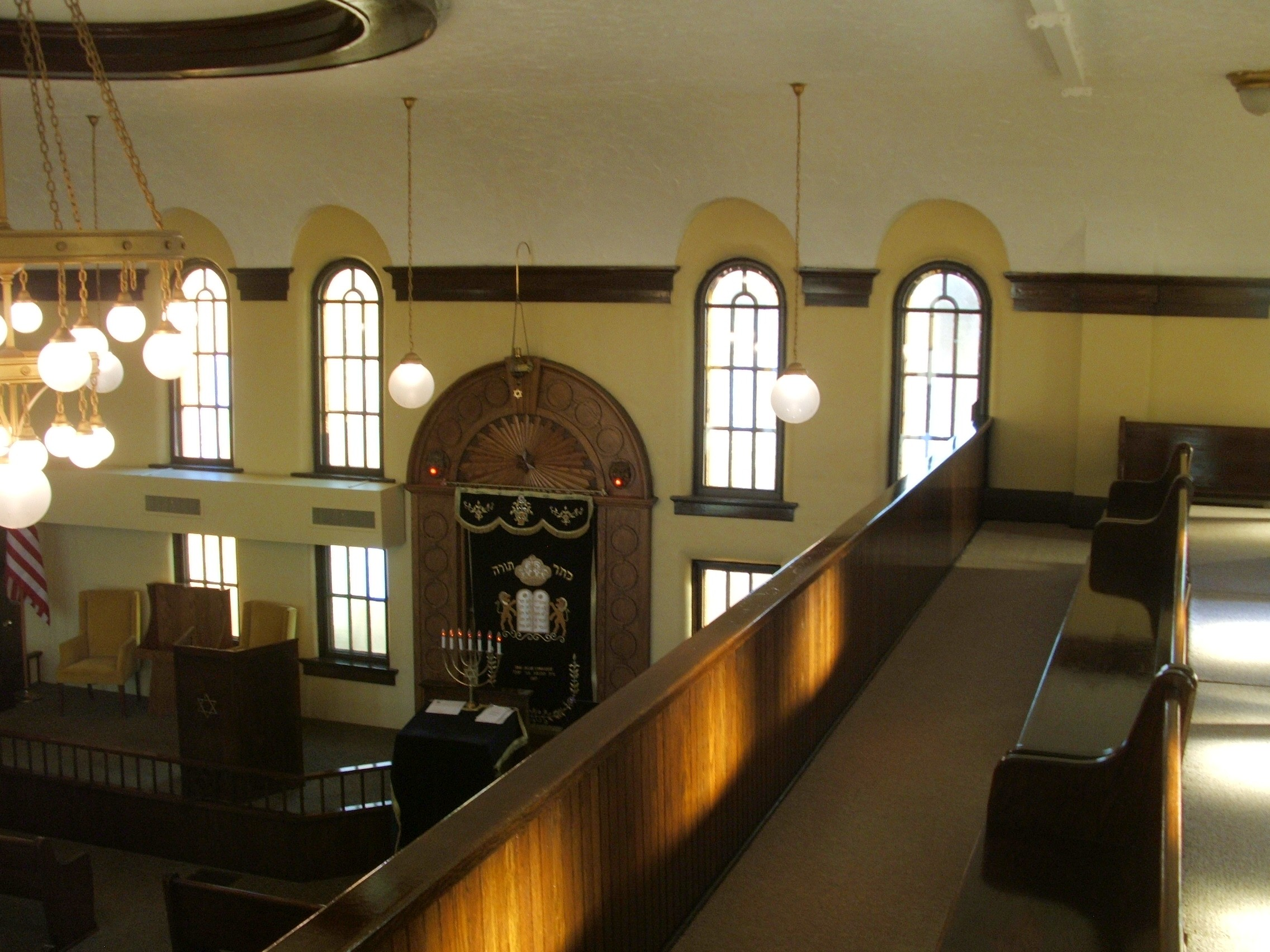
Mechitza vista dalla balconata delle donne, Sinagoga B'nai Jacob di Ottumwa (USA)

### Misure dellamechitza
Esistono varie opinioni sull'altezza giutsa di una mechitzah che separa uomini e donne nella sinagoga. Le differenze circa l'altezza minima della mechitza è tuttora causa di disaccordi tra ebrei liberali o moderni e ortodossi e haredi. Secondo il Shulchan Aruch HaRav, usato dal movimento Chabad-Lubavitch, la mechitza deve prevenire che gli uomini possano vedere una donna vestita immodestamente e quindi una mechitza deve essere alta quanto un uomo, o 183 cm. Tuttavia, secondo il rabbino ortodosso moderno Ahron Soloveichik, la mechitza dovrebbe servire solo come partizione halakhica e quindi di altezza minima. Rabbi Soloveichik afferma che tale altezza minima è di 10 tefachim (un "tefach" è 8,128 cm) e 81 cm sono quindi accettabili.
Queste differenze riflettono una diversità filosofica generale tra Ebraismo Haredi, che enfatizza l'interpretazione rigorosa in modo da prevenire possibili trasgressioni, e l'Ebraismo Ortodosso Moderno, che tende ad essere più moderato in base a fonti rabbiniche classiche. Il divario crea quindi e aumenta la distanza sociale tra haredi e ortodossi moderni, poiché gli ebrei haredi che seguono un'interpretazione più severa potrebbero non voler pregare in certe sinagoghe ortodosse moderne. Di conseguenza, e in linea con la crescente influenza generale delle interpretazioni haredi, molte sinagoghe negli ultimi anni hanno aumentato l'altezza delle loro mechitzot al fine di accogliere membri e ospiti che seguono le interpretazioni più restrittive.
Per accogliere le interpretazioni più severe e allo stesso tempo fornire un modo alle donne di vedere, molte sinagoghe montano una parete opaca alta 90–120 cm e aggiungono un reticolo, schermo, vetro a senso unico, o altro materiale semitrasparente sopra alla parete  opaca.

## Stili
Le mechitzot sono disponibili in diversi stili, a seconda del numero di donne che frequentano una data sinagoga per i servizi liturgici di preghiera, e in base a quanto la congregazione sia disposta ad accettare donne per la preghiera comune, o se la congregazione ritenga che lo scopo della mechitza è quello di fornire un isolamento sociale o un paravento agli uomini per non vedere le donne.
Ognuna di queste opzioni può essere realizzata in modo che la mechitza venga posta lungo il centro mediano della sala sinagogale cosicché uomini e donne sono di fianco gli uni alle altre, o in modo da porla attraverso la larghezza della sala cosicché le donne si siedono dietro agli uomini. Le sinagoghe dove le donne si siedono accanto agli uomini sono generalmente più interessate a permettere alle donne di partecipare alla preghiera insieme a tutta la congregazione.